# 마포구청역
마포구청역(麻浦區廳驛, Mapo-gu Office station)은 서울특별시 마포구 성산동에 있는 서울 지하철 6호선의 지하철역이다. 인근에 마포구청이 있다. 인천국제공항, 강서구, 양천구, 부천시 등으로 가는 버스 환승 지점의 역할도 수행하고 있다. 이 역 위에는 홍제천이 지나간다. 불광천 하저터널로 월드컵경기장역과 연결된다.

## 역사
- 2000년 12월 15일 : 서울 지하철 6호선 응암 ~ 상월곡 구간 개통과 함께 영업 개시
- 2002년 : 1, 2, 4번 출구 신설

## 역 구조
2면 2선의 상대식 승강장을 갖춘 지하역이다. 스크린도어가 설치되어 있다.

### 승강장
| 월드컵경기장 ↑ |
| \| 상          |
| ↓ 망원         |

| 상행 | ● 서울 지하철 6호선 | 월드컵경기장 · 디지털미디어시티 · 불광 · 응암 방면 |
| 하행 | ● 서울 지하철 6호선 | 합정 · 상수 · 삼각지 · 신내 방면                   |

## 역 주변
1번 출구 
- 마포구청
- 마포구보건소
- 마포구의회
- 서울월드컵경기장
- 교통안전공단 서울지부(성산자동차검사소)
- 성산시영아파트(대우.선경.유원)
- 성산119안전센터
- 성산2동주민센터
- 성산2동우체국
- 성원초등학교
- 서울교통공사 성산별관
- 월드컵지구대

2번 출구 
- 성산2동

8번 출구 
- 이대성산종합복지관
- 마포농수산물시장
- 월드컵공원
- 마포구시설관리공단

3번 출구
- 성서중학교
- 성산1동주민센터
- 마포중앙도서관
- 강북청년창업센터

4번 출구 
- 성산1동
- 성서초등학교

5번 출구
- 망원2치안센터
- 망원동월드컵시장

6번 출구 
- 망원2동주민센터
- 망원초등학교
- 동교초등학교
- 청년교류공간

7번 출구 
- 성산로
- 한강시민공원(망원, 난지지구) 방면
- 성산대교
- 부천 방향

## 이용객 변동
2000년 자료는 개통일인 2000년 12월 15일부터 12월 31일까지 총 17일간의 집계를 반영한 것이다.
| 노선  | 노선   | 일평균 인원수 (명/일) | 일평균 인원수 (명/일) | 일평균 인원수 (명/일) | 일평균 인원수 (명/일) | 일평균 인원수 (명/일) | 일평균 인원수 (명/일) | 일평균 인원수 (명/일) | 일평균 인원수 (명/일) | 일평균 인원수 (명/일) | 일평균 인원수 (명/일) | 각주  |
| 노선  | 노선   | 2000년                | 2001년                | 2002년                | 2003년                | 2004년                | 2005년                | 2006년                | 2007년                | 2008년                | 2009년                | 각주  |
| ----- | ------ | --------------------- | --------------------- | --------------------- | --------------------- | --------------------- | --------------------- | --------------------- | --------------------- | --------------------- | --------------------- | ----- |
| 6호선 | 승차   | 5,783                 | 9,000                 | 10,507                | 11,071                | 11,675                | 12,127                | 12,432                | 12,523                | 13,017                | 13,766                | [ 1 ] |
| 6호선 | 하차   | 4,877                 | 7,399                 | 8,987                 | 9,661                 | 10,300                | 10,690                | 10,690                | 10,721                | 10,984                | 11,630                | [ 1 ] |
| 6호선 | 승하차 | 10,659                | 16,399                | 19,494                | 20,732                | 21,975                | 22,816                | 23,122                | 23,244                | 24,001                | 25,396                | [ 1 ] |
| 노선  | 노선   | 2010년                | 2011년                | 2012년                | 2013년                | 2014년                | 2015년                | 2016년                | 2017년                |                       |                       | [ 1 ] |
| 6호선 | 승차   | 14,066                | 13,802                | 13,768                | 13,942                | 14,215                | 14,016                | 13,875                | 13,801                |                       |                       | [ 1 ] |
| 6호선 | 하차   | 11,874                | 11,823                | 11,928                | 12,014                | 12,263                | 12,204                | 12,198                | 12,181                |                       |                       | [ 1 ] |
| 6호선 | 승하차 | 25,940                | 25,626                | 25,696                | 25,956                | 26,478                | 26,220                | 26,073                | 25,982                |                       |                       | [ 1 ] |

## 인접한 역
| 서울 지하철 6호선           | 서울 지하철 6호선   | 서울 지하철 6호선    |
| --------------------------- | ------------------- | -------------------- |
| 619 월드컵경기장 응 암 순환 | ● 서울 지하철 6호선 | 621 망 원 신 내 방면 |